# Местни избори в България (1991)
Местните избори в България през 1991 година се провеждат на 13 октомври и съвпадат с парламентарните за XXXVI НС. Това са първите демократични местни избори в историята на страната. Избори има в 273 общини. За участие се регистрират 61 партии, от които 31 са групирани в 9 коалиции, а 30 участват самостоятелно. Кандидатите са 3000. Избирателната активност е 83,87 %. СДС побеждава в големите градове – София, Пловдив, Варна, Бургас и др. В 94 общини с население общо 6 020 000 души кметовете са „сини“. БСП печели предимно в по-малките населени места – 120 общини, в които живеят 2 077 000 души. В окръжните градове БСП печели трима кметове, СДС има 23, а ДПС – 1. В по-големите градове 47 кандидат-кметове са избрани на втори тур. От тях 25 са на СДС, 15 - на БСП, 3 - на БЗНС (единен) и 2 - на ДПС. 